# كانتون نوشاتيل
جمهورية وكانتون نوشاتيل هي إحدى كانتونات سويسرا الناطقة بالفرنسية يقع في غرب سويسرا، في عام 2007 بلغ عدد سكانها 169,782 نسمة، منهم 39,654 (أو 23.4%) من الأجانب، وعاصمتها نوشاتيل.

## التاريخ

### كونتية نوشاتيل
نوشاتيل هي الجزء الوحيد من سويسرا الحالية الذي انضم إلى الاتحاد كإمارة (في 19 مايو 1815)؛ بحيث تتمتع بتاريخ فريد من نوعه، اعتبر أول حاكم مسجل لها هو رودولف الثالث ملك برغونية ، وذكرها في وصيته عام 1032، استولت سلالة أولريش كونت فينليز (هاسنبورغ) على المدينة والأراضي التابعة لها في عام 1034، تمكنت الأسرة من التوسع، وبحلول عام 1373 استولت على جميع الأراضي الحالية التي تعتبر جزءاً من الكانتون ينتمي إليها الكونت، وفي عام 1405 انضمت مدينتا برن ونوشاتيل إلى الاتحاد، انتقلت أراضي نوشاتيل إلى لوردات تسرينغن في فرايبورغ في أواخر القرن الرابع عشر كميراث إليزابيث، كونتيسة نوشاتيل التي لم تنجب أطفالًا لأبناء شقيقتها، ثم في عام 1458 إلى مارغريف سوسنبورغ الذي كان ينتمي إلى آل بادن.
أصبحت ورثتهم جوانا من هاتشبيرج-سوسينبرغ (جيهان دي هوشبيرغ) زوجة الفرنسي لويس الأول دورليان دوق لونجفيل، وفي عام 1504 ورث أسرة أورليان-لونجوفيل الفرنسية (فالوا-دونوا) الأراضي، ثم احتلها حلفاء نوشاتيل السويسريون منذ عام 1512 إلى 1529 قبل أن يعيدوها إلى الكونتيسة الأرملة.
جلب الواعظ الفرنسي غيوم فاريل أفكار الإصلاح البروتستانتي إلى المنطقة في عام 1530، لذلك عندما انقرض أسرة أورليان-لونجوفيل بوفاة ماري دورليان-لونجوفيل في عام 1707، كانت نوشاتيل بروتستانتية، وتطلعت إلى تجنب انتقالها إلى الحاكم الكاثوليكي، كانت الوريثة الشرعية من خلال مبدأ البكورة من جين دي روثيلين كانت بول دي غوندي دوقة ريتز والتي كانت كاثوليكية، لذلك حاول شعب نوشاتيل اختيار خليفة الأميرة ماري من بين خمسة عشر مدعيًا، بحيث أرادوا أن يكون أميرهم الجديد بروتستانتيًا أولاً وقبل كل شيء، وأن يكون أيضًا قويًا بما يكفي لحماية أراضيهم ولكن متمركزًا بعيدًا عن أراضيهم بما يكفي لتركهم لإدارة مؤسساتهم بأنفسهم، حاول لويس الرابع عشر ملك فرنسا بترويج بالعديد من الفرنسيين المطالبين باللقب، لكن شعب نوشاتيل اختر قراره النهائي عام 1708 لصالح الملك البروتستانتي فريدرش الأول ملك في بروسيا الذي ادعى استحقاقه بطريقة معقدة إلى حد ما من خلال انحداره آل أورانج وناساو، الذين لم ينحدروا حتى من سليل جين دي روثيلين.
حكم فريدرش الأول وخلفاؤه إمارة نوشاتيل ( بالألمانية : Fürstentum Neuenburg ) في اتحاد شخصي مع بروسيا منذ عام 1708 حتى عام 1806 ومرة أخرى منذ عام 1814 حتى عام 1857، قام نابليون بونابرت بخلع فريدرش فيلهلم الثالث ملك بروسيا من منصبه الأميريظن وعين بدلاً منه رئيسًا لها من حاشيته لويس الكسندر يرتييه، وابتداءً منذ عام 1807 زودت الإمارة جيش نابليون الكبير بكتيبة من الحراس، أطلق على الحراس لقب الكناريين (أي الكناري) بسبب زيهم الأصفر.
| الاسم                             | فترة الحكم   |
| --------------------------------- | ------------ |
| أولريش الأول دي فينيس             | 1034-1070    |
| مانجولد الأول                     | 1070-1097    |
| مانجولد الثاني                    | ؟-1144       |
| رودولف الأول                      | ؟-1148       |
| أولريش الثاني                     | 1148-1191    |
| رودولف الثاني                     | 1191-1196    |
| أولريش الثالث                     | 1191-1225    |
| برتهولد الأول                     | 1196-1259    |
| رودولف الثالث                     | 1259-1263    |
| أولريش الرابع                     | 1263-1278    |
| هنري                              | 1278-1283    |
| أميدي                             | 1283-1288    |
| رودولف الرابع                     | 1288-1343    |
| لويس الأول                        | 1343-1373    |
| إيزابيل                           | 1373-1395    |
| كونراد الرابع فون فرايبورغ        | 1395-1424    |
| جان فون فرايبورغ                  | 1424-1458    |
| رودولف الرابع من هاتشبيرغ-سوسنبرغ | 1458-1487    |
| فيليب دي هاتشبيرغ                 | 1487-1503    |
| جوانا دي هاتشبيرغ                 | 1504-1512    |
| الكونفدرالية السويسرية            | 1512-1529    |
| جوانا دي هاتشبيرغ                 | 1529-1543    |
| فرانسوا دورليان لونجفيل           | 1543-1548    |
| ليونور دورليان-لونجوفيل           | 1548-1573    |
| هنري الأول                        | 1573-1595    |
| هنري الثاني                       | 1595-1663    |
| جان لويس شارل                     | 1663-1668    |
| شارل-باريس                        | 1668-1672    |
| جان لويس شارل                     | 1672-1694    |
| ماري دي نيمور                     | 1694-1707    |
| فريدرش الأول ملك في بروسيا        | 1707-1713    |
| فريدرش فيلهلم الأول               | 1713-1740    |
| فريدرش الثاني                     | 1740-1786    |
| فريدرش فيلهلم الثاني              | 1786-1797    |
| فريدرش فيلهلم الثالث              | 1797-1806    |
| لويس ألكسندر بيرتييه              | 1806-1814    |
| فريدرش فيلهلم الثالث              | 1814-1840    |
| فريدرش فيلهلم الرابع              | 1840-1848/57 |
| جمهورية نوشاتيل                   | 1 مارس 1848  |

بعد حروب التحرير، أعيدت الإمارة إلى فريدرش فيلهلم الثالث في عام 1814 مرة أُخرى، خاطبه مجلس الدولة (مجلس الدولة، أي حكومة نوشاتيل) في مايو 1814 طالبًا بالإذن حول إنشاء كتيبة خاصة، تمكن فريدرش فيلهلمم الثالث من إنشا بعد ذلك "أمر مجلس الوزراء الأعلى "  ( Allerhöchste Cabinets-Ordre ، ACO)، الصادر في باريس في 19 مايو 1814، وتتبع كتيبة الرماة نفس المبادئ كما هو الحال مع كتيبة نوشاتيل داخل الجيش الكبير. كان لمجلس الدولة في نوشاتيل حق الترشيح لضباط الكتيبة، كان القائد هو ضابط الكتيبة الوحيد الذي اختاره الملك.
وبعد عام وافق على السماح للإمارة بالانضمام إلى الاتحاد السويسري الذي لم يكن بعد اتحادًا متكاملاً، لأنه كان كونفدراليًا، كعضو كامل العضوية، وبهكذا أصبحت نوشاتيل الملكية الأولى والوحيدة التي تنضم إلى الكانتونات السويسرية التي كانت تبنى نظام الجمهوري، تغير هذا الوضع في عام 1848 عندما قامت ثورة سلمية وأنشأت الجمهورية، وهو نفس العام الذي تحول فيه الاتحاد السويسري الحديث إلى اتحاد. لم يتنازل الملك فريدرش فيلهلم الرابع على الفور، وجرت عدة محاولات للثورة المضادة، وبلغت ذروتها في أزمة نوشاتيل في 1856-1857، وفي عام 1857 تخلى فريدرش فيلهلم أخيرًا عن مطالبة النظام الملكي بالمنطقة.

## أعلام
- إتيان وينغر
- الأمير صباح الدين
- أوغست جاكارد